# Antonio Rubió y Lluch
Antonio Rubió y Lluch (Valladolid, 26 juli 1856 – Barcelona, 9 juni 1937) was een Spaans geschiedkundige. In 1904 was hij een van de stichtende leden en de eerste voorzitter van het  Institut d'Estudis Catalans.

## Biografie
Hij was de zoon van de dichter Joaquim Rubió i Ors (1818-1899), hoogleraar Letterkunde in Valladollid, die in 1885 in Barcelona hoogleraar Algemene Geschiedenis werd. Zijn vader was een van de auteurs die aan de bron van de 19de-eeuwse renaissance van het Catalaans lag. Hij studeerde wijsbegeerte en letteren aan de Universiteit van Barcelona, en op aandringen van zijn moeder ook rechten. In de Catalaanse renaissance was hij een tweetalig overgangsfiguur tussen figuren zoals Manuel Milà i Fontanals die het Catalaans vooral voor poëzie stimuleerden, maar het ‘serieuze’ wetenschappelijke werk in het Castiliaans publiceerden, terwijl zijn opvolgers zoals Nicolau d'Olwer het Catalaans als gelijkwaardig zagen zowel voor wetenschappen als voor literatuur. Deze situatie is vergelijkbaar met die van het Nederlands in het jonge België in dezelfde periode.
Hij was correspondent voor verscheidene Zuid-Amerikaanse dagbladen en werd in 1893 benoemd tot consul van Ecuador en in 1896 tot consul van Colombia, tot hij in 1903 benoemd werd tot consul-generaal voor Griekenland in Spanje. Zijn studie uit 1887 over de Catalaanse kolonisatie van Griekenland, gezien vanuit het standpunt van de Grieken heeft daarin meegespeeld.
In 1901 gaf Rubió y Lluch zijn inaugurale les aan de Universiteit van Barcelona, over de oude Catalaanse literatuur. Het was een eerste overwinning van de politieke Catalaanse beweging. In die les toonde hij aan dat de middeleeuwse Catalaanse literatuur geen imitatie van de Franse of Spaanse buren was, maar een heel eigen karakter had. Hij stelde toen voor de eerste keer de eis voor een leerstoel Catalaanse literatuur, een wens die pas in 1931, toen hij al lang met pensioen was, tijdens de Tweede Spaanse Republiek gerealiseerd werd. De kwaliteit van zijn onderricht heeft op vele jonge intellectuelen een diepe indruk gemaakt: Nicolau d'Olwer, Ferran Soldevila i Zubiburu, Pere Bohigas i Balaguer, Gaziel getuigen hoe hij in hun een kritische zin opwekte, die hun eigen onderzoek gekenmerkt heeft. Josep Pla schrijft: “Van mijn academische opleiding herinner ik mij eigenlijk maar twee dingen met genoegen: een rondleiding door Rubió i Llach bij het Parthenon en een les over de politiek van Otto von Bismarck”
In 1906 was hij vicevoorzitter van het Primer Congrés Internacional de la Llengua Catalana. In 1907, ongeveer op het hoogtepunt van zijn wetenschappelijke carrière wordt hij verkozen als eerste voorzitter van het nieuwe Institut d'Estudis Catalans.
Vanaf 1918 wil hij zich meer en meer concentreren op de geschiedenis van de Catalanen en meer in het bijzonder de Almogàvers in Griekenland en laat de studie van de Catalaanse literatuur aan zijn leerlingen over. Hij is in die zin complementair met Josep Puig i Cadafalch die met zijn opgravingen in Empúries de Griekse kolonisatie van het latere Catalonië aantoonde, waar hij aantoonde hoe veertien eeuwen later de kolonisatie in de andere richting ging. Daar naast wijdde hij ook studies aan Pere el Cerimoniós en Ramon Llull. Hij was de eerste docent Catalaanse literatuur aan de Estudis Universitaris Catalans (EUC), de voorloper van een Catalaanse universiteit.
Een verder hoogtepunt in zijn carrière wordt zijn rede bij de oprichting van de Biblioteca Catalana op 28 mei 1914, een datum die van toen af een feestdag geworden is.  
Op hetzelfde moment heerste de polemiek over de spellingshervorming. Rubió was tegen de voorstellen van Pompeu Fabra i Poch, alleen al om persoonlijke redenen kon hij zich moeilijk inbeelden dat zijn naam Lluch nu Lluc, of artístich nieuw artístic zou gespeld worden of het voorzetsel ab (met) amb geschreven zou worden.
Tijdens de dictatuur van Primo de Rivera (1930-1936) probeerde hij een middenpositie in te nemen en probeerde hij intellectuelen zoals Ferran Valls i Taberner, Ramon d'Alòs-Moner tegen een uitsluiting uit de Acadèmia de Bones Lletres te verdedigen. In 1926, op zeventigjarige leeftijd, ging hij met emeritaat van de EUC. De EUC waren uit het Palau de la Generalitat door Primo de Rivera verdreven, maar werkten verder van uit het Ateneu Polytechnicum.

## Onderscheidingen
- 1883: Lid van de Spaanse Acadèmia de la Història
- 1889: Lid van de Acadèmia de les Bones Lletres (Barcelona)
- 1894: Lid van de Acadèmia de Belles Arts (Barcelona)
- Erelid van Parnassos, de Griekse culturele en wetenschappelijke academie
- Doctor Honoris Causa, Universiteit van València (Venezuela)
- In Reus[10] en Sant Boi de Llobregat[11] werd een straat aan hem gewijd.

## Werken
- 1882: El sentimiento del honor en el teatro de Calderón (vert.: Het eergevoel in het theater van Calderon de la Barca.)
- 1908-1921: Documents per l’historia de la cultura catalana mig-eval (in samenwerking met Jordi Rubió i Balaguer, Ramon d’Alòs-Moner en Francesc Martorell i Trabal.